# Національний балет Куби
Національний балет Куби (ісп. Ballet Nacional de Cuba) — кубинська балетна трупа заснована 28 жовтня 1948 року як Балет Алісії Алонсо. Головною режисеркою і балетмейстеркою довгий час була Алісія Алонсо.